# Abraham-Louis Perrelet
Abraham-Louis Perrelet (Le Locle, 9 gennaio 1729 – Le Locle, 4 febbraio 1826) è stato un orologiaio svizzero, considerato nel 1777 l'inventore del primo innovativo meccanismo di carica automatica per orologi portatili.
Il Musée International de l'Horlogerie di La Chaux-de-Fonds possiede uno degli ultimi pezzi di Perrelet. Fece il suo ultimo orologio alla veneranda età di 95 anni.

## Biografia
Suo padre, Daniel, era un falegname e un contadino e non appena il giovane fu in grado di fare qualche favore, aiutò i suoi genitori nella fattoria. All'età di vent'anni abbandonò il suo modesto lavoro per imparare l'orologeria. Dopo un apprendistato di quindici giorni a Le Locle presso un certo Principe, dove lavorava poco e molto male e dove non imparava assolutamente nulla, iniziò a lavorare in modo indipendente e divenne così maestro di se stesso. Si interessò al miglioramento dei meccanismi, in particolare alla velocità degli orologi.

## Carriera
Verso l'inizio del 1777, Perrelet inventò un meccanismo a carica automatica per orologi automatici. Funzionava secondo lo stesso principio di un moderno orologio da polso ed era progettato per caricarsi mentre il proprietario camminava, utilizzando una massa oscillante all'interno del grande orologio che si muoveva su e giù.
La Società delle Arti di Ginevra riferì nel 1777 che erano necessari quindici minuti a piedi per caricare l'orologio a sufficienza per otto giorni, e l'anno successivo riferì che stava vendendo bene. Perrelet fu quindi ampiamente riconosciuto come l'inventore dell'orologio "automatico". Tuttavia, il suo orologio probabilmente utilizzava un peso che ruotava sul lato del movimento. Il primo disegno e la descrizione accurata di un orologio automatico con rotore centrale fu creato nel 1778 dall'orologiaio Hubert Sarton e quel design fu attribuito a lui. Seguendo il lavoro di Perrelet, anche altri orologiai crearono orologi automatici a partire dal 1777.

### Divergenze tra gli storici
La divergenza tra gli storici della professione sul fatto che Abraham Louis Perrelet fosse davvero l'inventore dell'orologio automatico sorse molto tempo dopo.
Nel 1777, durante un viaggio a Neuchâtel, Horace-Bénédict de Saussure, fisico e naturalista, scrisse nel suo taccuino di aver incontrato "Monsieur Perlet, l'inventore degli orologi che si caricano con il movimento di chi li indossa". Nel verbale dell'Assemblea generale dell'11 giugno 1777 della Société des arts de Genève, si menziona che M. de Saussure informò il Comitato dei risultati di Perrelet e che la Société des Arts aveva acquistato uno di questi orologi. Sono stati Alfred Chapuis e Eugène Jaquet, nel loro libro La montre automatique ancienne, pubblicato nel 1952, a fare il collegamento tra la menzione di "Monsieur Perlet" e Abraham Louis Perrelet.
Nel 1993, Joseph Flores sfidò Perrelet per il titolo di inventore degli orologi a carica automatica. Secondo lui, il primo documento ufficiale relativo agli orologi automatici è stato depositato da Hubert Sarton (1748-1828), un orologiaio di Liegi. Questo documento, presentato all'Accademia delle Scienze di Parigi, riporta la descrizione di un orologio a carica automatica, datata 23 dicembre 1778.

### Orologi "perpetui"
Intorno al 1780, Perrelet vendette alcuni dei suoi orologi a un luminare dell'orologeria contemporanea, Abraham-Louis Breguet, che migliorò il meccanismo nella sua versione del design, chiamando i suoi orologi "perpetuelles", la parola francese per perpetuo.  Non funzionavano in modo affidabile e Breguet smise di produrli intorno al 1810.

## La morte
Visse tutta la vita nella casa di famiglia di Le Locle. Vi morì il 4 febbraio 1826 all'età di 97 anni.

## Un nipote famoso
Louis-Frédéric Perrelet (1781-1852), nipote di Abraham-Louis Perrelet, fu formato da suo nonno ed entrò in affari a Parigi. Louis-Frédéric ha inventato gli orologi marini con strumenti di misurazione e un cronografo di precisione rattrappante.  Vinse uno dei tre premi Lalande per il 1830.